# Société des gens de lettres

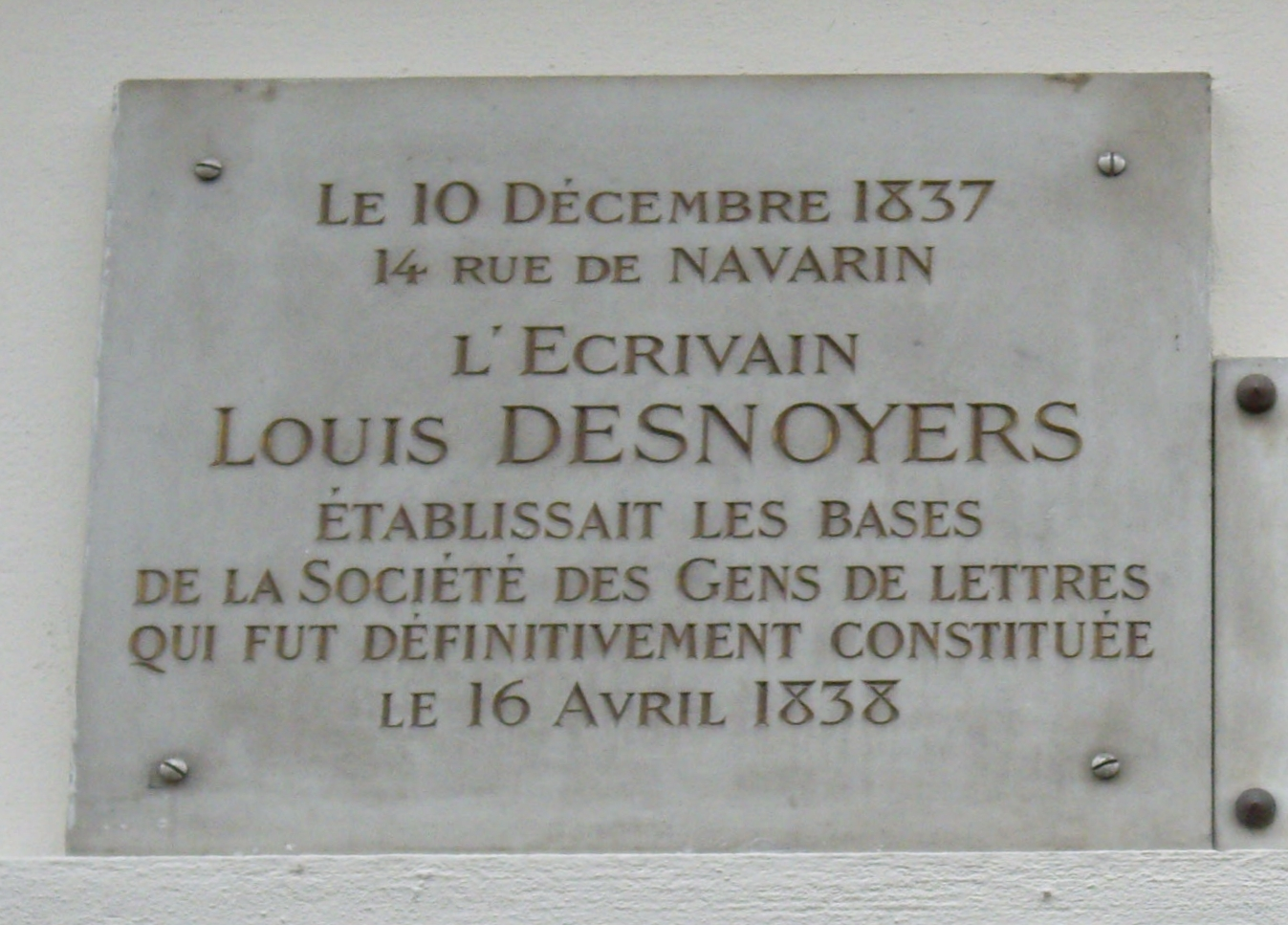

La Société des gens de lettres (sigla SGDL, Sociedad de Hombres de Letras) es una sociedad de derechos de autor de Francia. Fue fundada en 1838 por algunos célebres escritores: Honoré de Balzac, Victor Hugo, Alexandre Dumas, George Sand. Es una asociación de derecho privado reconocida como asociación de interés público por decreto de 10 de diciembre de 1891. La SGDL tiene su sede en el Hôtel de Masa, edificio del siglo XVIII ubicado en las proximidades del Observatorio de París, en la calle Faubourg Saint-Jacques.

## Historia
Nacida en Francia en diciembre de 1838 gracias al esfuerzo de algunos escritores como Louis Desnoyers, fue y es la única asociación de autores gestionada por los propios autores. Su labor no ha sido otra que defender los intereses materiales y patrimoniales y el estatuto jurídico y social de todos los escritores asociados. Ejercita una acción de vigilancia, de reflexión y de propuestas de leyes y ventajas nuevas a beneficio de la comunidad de los autores. Está dirigida por un Comité voluntario de veinticuatro escritores y presidida actualmente por la escritora Marie Sellier.

### Presidente
- Christophe Hardy (desde 2020)

## Premios de la Société des gens de lettres
La sociedad organiza cada año diversas manifestaciones culturales, entre ellas la concesión de un cierto número de premios a obras publicadas por un montante de 75 000 euros.
Sesión de primavera
- Premios a un autor por el conjunto de su obra.
  - Gran Premio de la literatura de la SGDL, creado en 1947
  - Gran Premio de poesía de la SGDL, creado en 1983
  - Premio Paul Féval de literatura popular, creado en 1984
- Premios a una obra
  - Gran Premio SGDL de novela, creado en 1947
  - Gran Premio SGDL de relato breve, creado en 1984
  - Gran Premio SGDL de Historia, creado en 1986
  - Gran Premio SGDL de Juventud, creado en 1982
  - Premio de poesía Charles Vildrac, creado en 1973
  - Gran Premio SGDL de obra multimedia

Sesión de otoño
- Premios a un autor por el conjunto de su obra:
  - Gran Premio Poncetton de la SGDL, creado en 1970
  - Premio de Poesía Louis Montalte, creado en 1992
- Premios a una obra:
  - Gran Premio Thyde Monnier de la SGDL, creado en 1975.
  - Becas Thyde Monnier, desde 1975.
  - Becas Poncetton.

Premios a la traducción
- Premio Gérard de Nerval
- Premio Baudelaire
- Premio Maurice-Edgar Coindreau

## Otros proyectos
- Wikimedia Commons contiene imágenes sobre la Société des gens de lettres